# Iryna Merkuschina
Iryna Merkuschina, geborene Iryna Kortschahina (ukrainisch Ірина Меркушіна geborene Ірина Корчагіна, russisch Ирина Меркушина/Корчагина; * 8. März 1968 in Kuibyschew, damals Sowjetunion) ist eine ehemalige ukrainische Biathletin.

## Werdegang
Merkuschina begann 1986 mit dem Biathlonsport. Seit Beginn der 1990er Jahre war sie im Biathlon-Weltcup aktiv. Bei den Biathlon-Weltmeisterschaften 1993 in Borowez trat sie mit der ukrainischen Staffel an und wurde Sechste. Es folgten Weltmeisterschafts-Teilnahmen 1997 in Osrblie, 2000 am Holmenkollen in Oslo und 2003 in Chanty-Mansijsk. Ihren größten Erfolg erreichte sie 2003 als Silbermedaillengewinnerin mit der Staffel. 1998 trat sie im olympischen Sprintrennen von Nagano an und wurde 49. Zudem gewann sie bei der Europameisterschaft 2001 in Haute-Maurienne und 2002 in Kontiolahti Bronze mit der Staffel. 2004 verpasste sie knapp eine Medaille in Forni Avoltri als Viertplatzierte.
2004 beendete sie ihre Karriere.
Die verheiratete Sportlehrerin lebt in Sumy. Sie hat zwei Töchter, von denen eine, Anastassija Merkuschyna, ebenfalls als Biathletin im Weltcup startet und dabei von ihr trainiert wird.

## Erfolge
Ihre besten Platzierungen im Weltcup erreichte Merkuschina, wie bei internationalen Großereignissen, in Teamrennen. Beste Platzierungen waren 2000 dritte Ränge in Ruhpolding und Antholz mit der Staffel und 1997 in Ruhpolding mit der Mannschaft. Ihr bestes Ergebnis in einem Einzelrennen war 2000 der fünfte Rang in einem Sprint in Oberhof.

### Weltcup-Platzierungen
Die Tabelle zeigt alle Platzierungen (je nach Austragungsjahr einschließlich Olympische Spiele und Weltmeisterschaften).
- 1.–3. Platz: Anzahl der Podiumsplatzierungen
- Top 10: Anzahl der Platzierungen unter den ersten zehn (einschließlich Podium)
- Punkteränge: Anzahl der Platzierungen innerhalb der Punkteränge (einschließlich Podium und Top 10)
- Starts: Anzahl gelaufener Rennen in der jeweiligen Disziplin

| Platzierung                                                 | Einzel | Sprint | Verfolgung | Massenstart | Team | Staffel | Gesamt |
| ----------------------------------------------------------- | ------ | ------ | ---------- | ----------- | ---- | ------- | ------ |
| 1. Platz                                                    |        |        |            |             |      |         |        |
| 2. Platz                                                    |        |        |            |             |      |         |        |
| 3. Platz                                                    |        |        |            |             | 1    | 2       | 3      |
| Top 10                                                      |        | 2      |            |             | 1    | 5       | 8      |
| Punkteränge                                                 | 3      | 7      | 1          |             | 1    | 5       | 17     |
| Starts                                                      | 16     | 30     | 12         |             | 1    | 5       | 64     |
| Stand: Karriereende, Daten möglicherweise nicht vollständig |        |        |            |             |      |         |        |